# Jack Murdock (attore)
John M. Murdock, detto Jack (Urbana, 28 ottobre 1922 – Burbank, 27 aprile 2001), è stato un attore statunitense.
Ha debuttato come attore nel 1973, apparendo soprattutto in serie televisive, e la sua fama è data principalmente per il film vincitore di quattro premi Oscar Rain Man - L'uomo della pioggia.

## Filmografia parziale

### Cinema
- La polizia li vuole morti (Moving Violation), regia di Charles S. Dubin (1976)
- Fai come ti pare (Any Which Way You Can), regia di Buddy Van Horn (1980)
- Stati di allucinazione (Altered States), regia di Ken Russell (1980)
- Alla maniera di Cutter (Cutter's Way), regia di Ivan Passer (1981)
- Crazy Runners - Quei pazzi pazzi sulle autostrade (Honky Tonk Freeway), regia di John Schlesinger (1981)
- Tuono blu (Blue Thunder), regia di John Badham (1983)
- Psycho III, regia di Anthony Perkins (1986)
- Big Top Pee-wee - La mia vita picchiatella (Big Top Pee-wee), regia di Randal Kleiser (1988)
- Rain Man - L'uomo della pioggia (Rain Man), regia di Barry Levinson (1988)
- Corso di anatomia (Gross Anatomy), regia di Thom Eberhardt (1989)
- Identità sepolta (False Identity), regia di James Keach (1990)
- Codice marziale 3 - Missione giustizia (Mission of Justice), regia di Steve Barnett (1992)

### Televisione
- Ellery Queen – serie TV, episodio 1x17 (1976)
- Operazione sottoveste (Operation Petticoat) – serie TV, 23 episodi (1977-1978)
- Charlie's Angels – serie TV, episodio 3x10 (1978)

## Doppiatori italiani
Nelle versioni in italiano delle opere in cui ha recitato, Jack Murdock è stato doppiato da:
- Dante Biagioni in Rain Man - L'uomo della pioggia, Star Trek: The Next Generation
- Sergio Tedesco in Ellery Queen
- Sandro Iovino in Charlie's Angels